# Мостівський лісовий заказник
Мостівський зака́зник — лісовий заказник місцевого значення в Україні. Розташований у межах Здолбунівського району Рівненської області, неподалік від села Мости. 
Площа 189,5 га. Статус надано згідно з рішенням облвиконкому від 22.11.1983 року № 343 (зміни згідно з рішенням облвиконкому від 18.06.1991 року № 98 та рішенням обласної ради від 25.09.2009 року № 1331). Перебуває у віданні ДП «Острозький лісгосп» (Мостівське л-во, кв. 59, вид. 20; кв. 60, вид. 3; кв. 71, вид. 1, 3, 6; кв. 72, вид. 1, 8). 
Статус надано для збереження частини лісового масиву з віковими насадженнями дуба. 
Заказник входить до складу Дермансько-Мостівського регіонального ландшафтного парку.

## Галерея

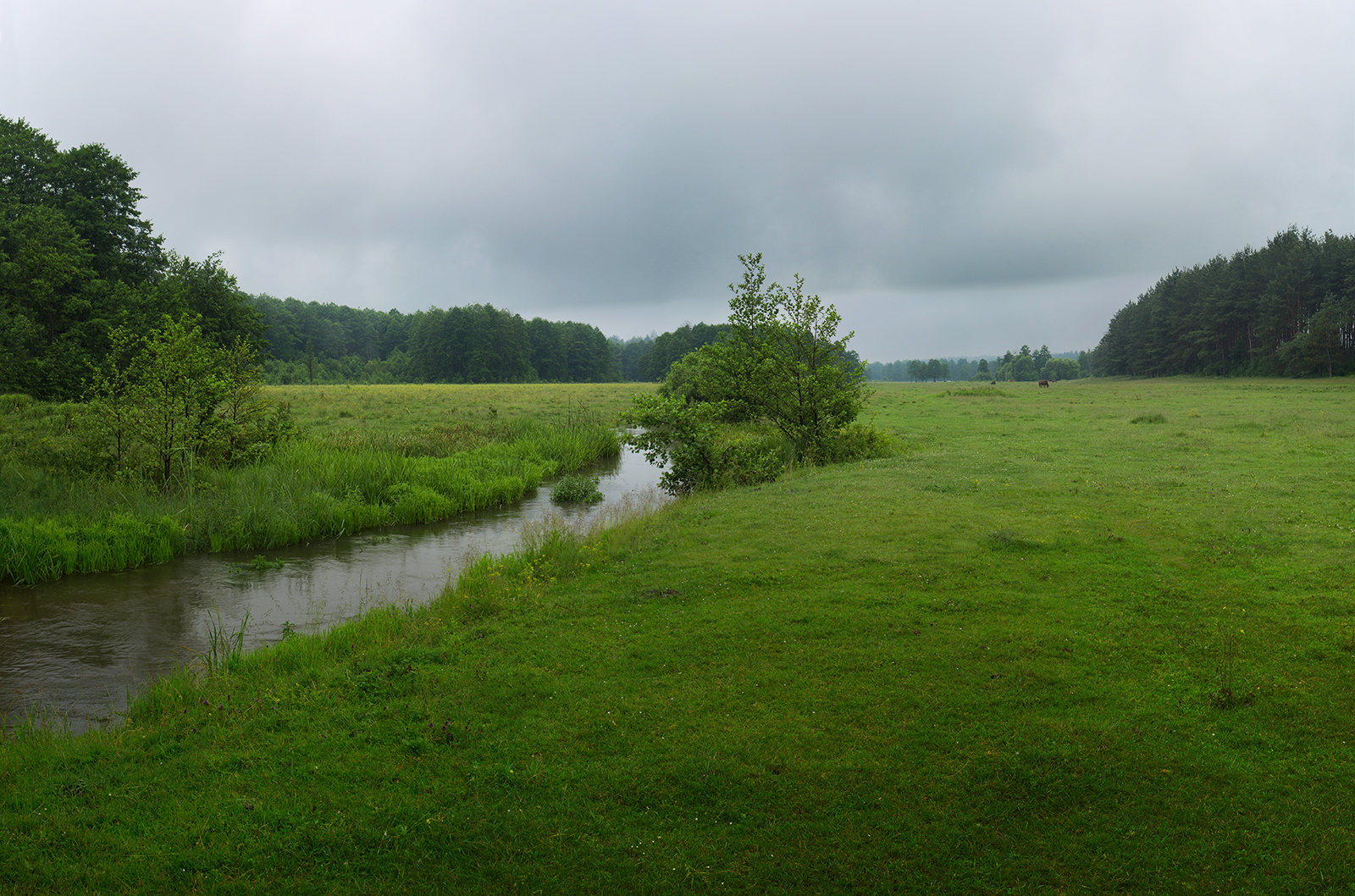
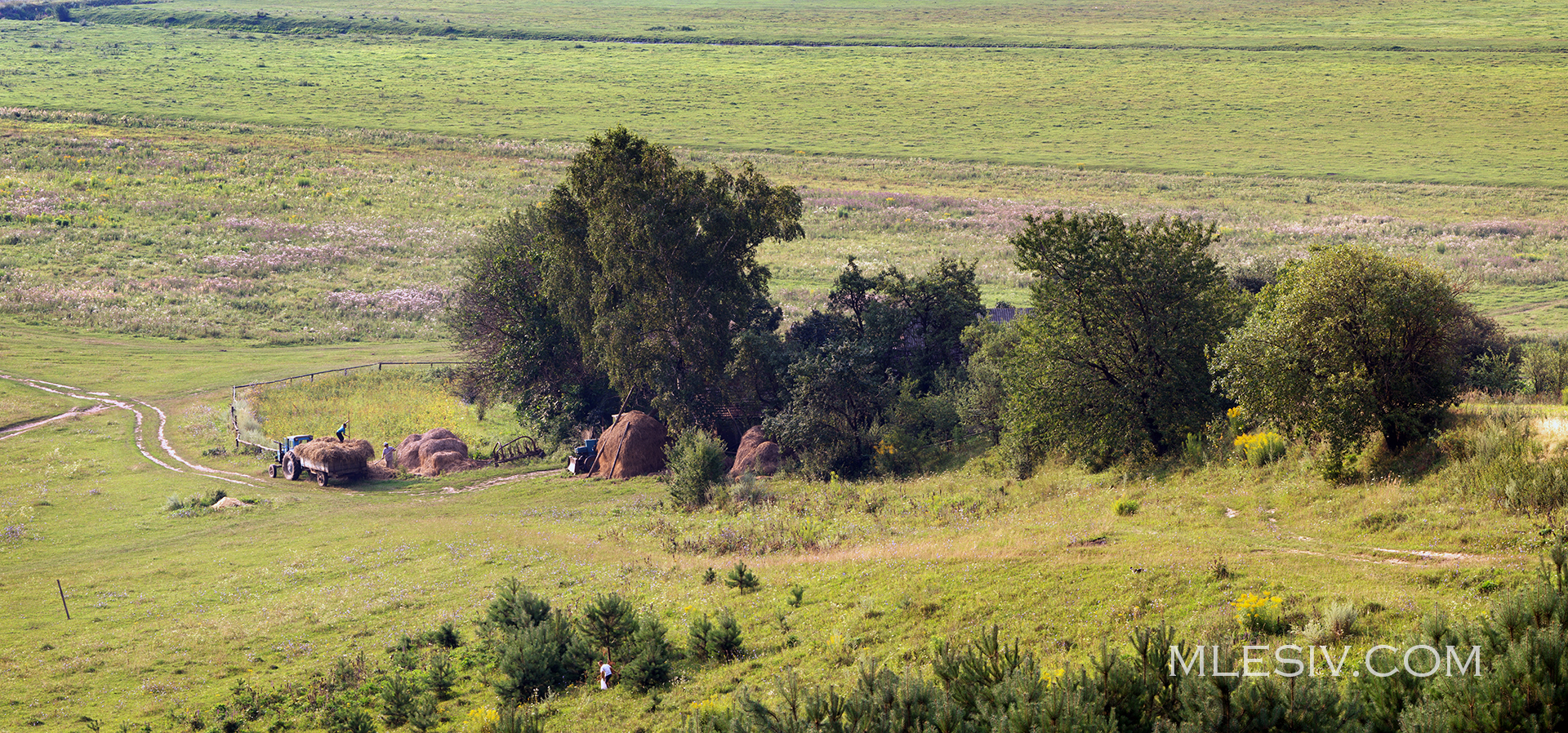
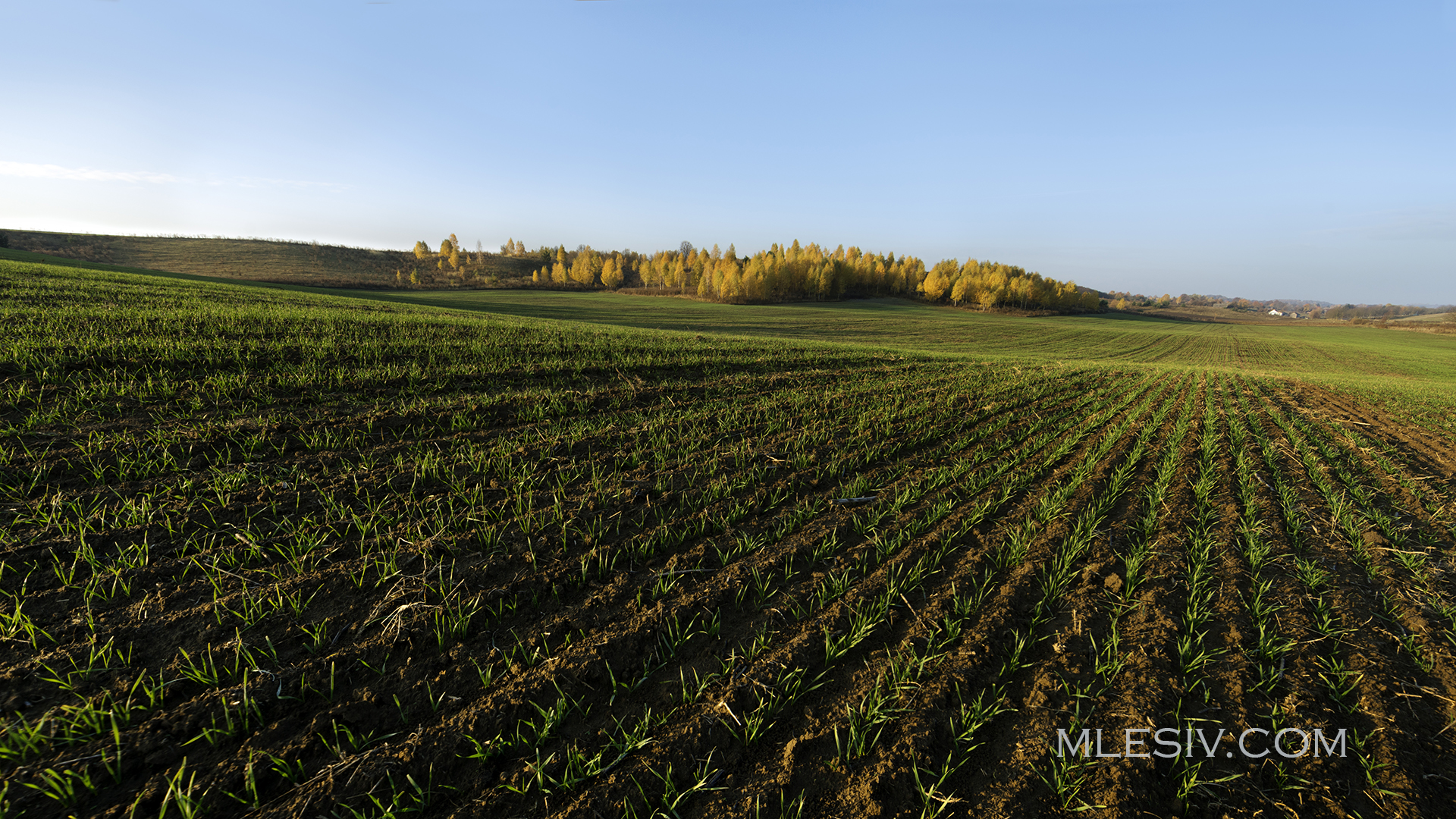